# Championnat de France masculin de volley-ball 2017-2018
Navigation
Saison précédente Saison suivante
Le Championnat de France de volley-ball Ligue A 2017-18 oppose les douze meilleures équipes françaises de volley-ball. Le championnat de France de volley-ball de première division porte le nom de Ligue A depuis 2009.
Tours remporte son septième titre de Champion de France en battant le champion sortant, Chaumont, en finale à Paris.

## Formule de la compétition

### Phase régulière
La phase régulière se déroule sous forme d'un championnat où chacune des douze équipes affronte les onze autres, une fois à domicile, une fois à l'extérieur pour un total de vingt-deux matchs par club.
À l'issue de cette première phase :
- Les clubs classés de la 1re à la 8e place sont maintenus sportivement en LAM et disputent les matchs de play-offs du championnat de France ;
- Les clubs classés de la 9e à la 10e place sont maintenus sportivement en LAM ;
- Le club classé 11e participe aux play-offs de Ligue B ;
- Le club classé 12e est relégué sportivement en Ligue B.

### Play-offs
À l'issue de la première phase, les huit équipes qualifiées sont placées dans le tableau qui fixe leurs adversaires possibles jusqu'à la finale.
Les quarts de finale et les demi-finales se disputent en matchs aller-retour et appui éventuel. Le match aller et, si nécessaire le match d'appui, ont lieu sur le terrain du club le mieux classé à l'issue de la première phase tandis que le match retour se joue sur le terrain du club le moins bien classé.
En revanche, la finale se joue lors d'un match unique, disputé à Paris, lors d'un événement qui réunit les autres finales de la Ligue nationale de volley (Ligue B et Ligue A féminine).

## Participants
| \| Chaumont Toulouse Montpellier Tours Paris Ajaccio Nice Poitiers Nantes Sète Tourcoing Rennes \| Localisation des clubs engagés dans le championnat. |
| Chaumont Toulouse Montpellier Tours Paris Ajaccio Nice Poitiers Nantes Sète Tourcoing Rennes                                                           |

| Club                 | Depuis | Saisons | Budget 2017-2018 (M€) | Classement 2016-2017 | Salle(s)                              | Capacité théorique |
| -------------------- | ------ | ------- | --------------------- | -------------------- | ------------------------------------- | ------------------ |
| Chaumont             | 2012   | 5       | 1,38                  | Champion             | Salle Jean-Masson                     | 841                |
| Spacer's de Toulouse | 2005   | 19      | 1,25                  | Finaliste            | Palais des sports André-Brouat        | 4 338              |
| Montpellier UC       | 1982   | 45      | 1,43                  | 3                    | Palais des sports Pierre-de-Coubertin | 4 765              |
| Tours Volley-Ball    | 1994   | 24      | 2,5                   | 4                    | Salle Robert-Grenon                   | 3 000              |
| Paris Volley         | 1998   | 19      | 1,37                  | 5                    | Salle Charpy                          | 1 850              |
| GFCO Ajaccio         | 2009   | 18      | 1,6                   | 6                    | U Palatinu                            | 2 989              |
| Nice Volley-Ball     | 2016   | 16      | 1,0                   | 7                    | Salle Palmeira                        | 1 000              |
| Poitiers             | 2015   | 3       | 1,4                   | 8                    | Salle Lawson Body                     | 2 735              |
| Nantes Rezé MV       | 2010   | 7       | 1,1                   | 9                    | Gymnase Arthur Dugast                 | 1 300              |
| Arago de Sète        | 1977   | 45      | 1,28                  | 10                   | Halle des Sports Louis Marty          | 1 100              |
| Tourcoing            | 2017   | 27      | 1,36                  | Champion (Ligue B)   | Complexe sportif Léo Lagrange         | 3 000              |
| Rennes               | 2017   | 19      | 1,31                  | Finaliste (Ligue B)  | Salle Colette-Besson                  | 2 142              |

Légende des couleurs
- Ligue des champions 2017-2018
- Coupe de la CEV 2017-2018
- Challenge Cup 2017-2018
- Promu de Ligue B 2016-2017

## Compétition

### Saison régulière

#### Classement
Les points sont attribués de la manière suivante, 3 points en cas de victoire, 0 point en cas de défaite. Si le match va jusqu'au tie-break (cinquième set), le vainqueur ne marquera que 2 points et le vaincu récupèrera 1 point.
- En cas d’égalité de points, le classement prend en compte :
  - le nombre de victoires
  - le quotient des sets
  - le quotient des points

| # | Équipe               | Pts | J  | G  | Gt | Pt | P  | Sp | Sc | Ratio | Pp   | Pc   | Ratio |
| 1 | Tours                | 49  | 22 | 14 | 2  | 3  | 3  | 56 | 30 | 1.867 | 2032 | 1862 | 1.091 |
| 2 | Chaumont             | 46  | 22 | 11 | 5  | 3  | 3  | 57 | 32 | 1.781 | 2076 | 1934 | 1.073 |
| 3 | Paris                | 43  | 22 | 12 | 3  | 1  | 6  | 50 | 33 | 1.515 | 1924 | 1832 | 1.05  |
| 4 | Ajaccio              | 38  | 22 | 8  | 5  | 4  | 5  | 50 | 42 | 1.19  | 2076 | 2015 | 1.03  |
| 5 | Poitiers             | 37  | 22 | 10 | 3  | 1  | 8  | 47 | 39 | 1.205 | 1963 | 1916 | 1.025 |
| 6 | Montpellier          | 36  | 22 | 9  | 3  | 3  | 7  | 45 | 40 | 1.125 | 1951 | 1846 | 1.057 |
| 7 | Tourcoing (P)        | 33  | 22 | 8  | 2  | 5  | 7  | 43 | 42 | 1.024 | 1890 | 1907 | 0.991 |
| 8 | Sète                 | 28  | 22 | 6  | 4  | 2  | 10 | 40 | 48 | 0.833 | 1937 | 2018 | 0.96  |
| 9 | Nice Volley-Ball     | 25  | 22 | 5  | 3  | 4  | 10 | 34 | 51 | 0.667 | 1796 | 1935 | 0.928 |
| 10 | Nantes Rezé          | 24  | 22 | 6  | 2  | 2  | 12 | 34 | 51 | 0.667 | 1914 | 1982 | 0.966 |
| 11 | Rennes Volley 35 (P) | 20  | 22 | 6  | 0  | 2  | 14 | 32 | 53 | 0.604 | 1848 | 1981 | 0.933 |
| 12 | Toulouse             | 17  | 22 | 2  | 3  | 5  | 12 | 32 | 59 | 0.542 | 1916 | 2095 | 0.915 |
| # = classement; Pts = points; J = joués; G / Gt / Pt / P = gagnés 3-0 ou 3-1 / gagnés au tie-break 3-2 / perdus au tie-break 2-3 / perdus 1-3 ou 0-3; Sp / Sc / Ratio = sets pour / contre / ratio de sets pour/contre; Pp / Pc / Ratio = points pour / contre / ratio de points pour/contre |                      |     |    |    |    |    |    |    |    |       |      |      |       |

|     | Qualification pour les play-offs 2018                           |
|     | Participe aux playoffs de Ligue B                               |
|     | Relégation en Ligue B                                           |
|     | Tenant du titre 2017                                            |
| (P) | Promus 2017                                                     |
| (C) | Vainqueur de la Coupe de France, qualifié pour la Challenge Cup |

Paris d'abord privé de Play Off suivant décision de la fédération française pourra participer aux play-offs à la suite d'une conciliation avec la fédération

### Play-off
Formule sportive : les quarts de finale, les demi-finales et la finale se disputent selon des modalités différentes :
- Les quarts de finale et les demi-finales se disputent en matchs aller-retour et appui éventuel. Le match aller a lieu sur le terrain du club le mieux classé à l'issue de la première phase, le match retour a lieu sur le terrain du club le moins bien classé à l'issue de la première phase et l'appui éventuel sur le terrain du club le mieux classé ;
- La finale se joue lors d'un match unique

Quarts de finale
Les quarts de finale sont répartis comme suit :
- Le club classé 1er contre le club classé 8e à l’issue de la première phase (match A) ;
- Le club classé 2e contre le club classé 7e à l’issue de la première phase (match B) ;
- Le club classé 3e contre le club classé 6e à l’issue de la première phase (match C) ;
- Le club classé 4e contre le club classé 5e à l’issue de la première phase (match D).

Demi-finales
Y participent les vainqueurs des quarts de finale :
- Vainqueur du match A contre le vainqueur du match D (match E) ;
- Vainqueur du match B contre le vainqueur du match C (match F).

Finale
Y participent les vainqueurs des demi-finales :
- Vainqueur du match E contre le vainqueur du match F.

|  | Quarts de finale                                        | Quarts de finale | Quarts de finale | Quarts de finale                            |            |            | Demi-finales | Demi-finales       | Demi-finales | Demi-finales |  |  | Finale | Finale |
|  |                                                         |                  |                  |                                             |            |            |              |                    |              |              |  |  |        |        |
|  | matchs aller 7 avril, retour 14 avril et appui 17 avril |                  |                  |                                             |            |            |              |                    |              |              |  |  |        |        |
|  |                                                         |                  |                  |                                             |            |            |              |                    |              |              |  |  |        |        |
|  | 1 Tours                                                 | 3                | 3                |                                             |            |            |              |                    |              |              |  |  |        |        |
|  | 1 Tours                                                 | 3                | 3                | matchs aller 21 avril et retour 25/26 avril |            |            |              |                    |              |              |  |  |        |        |
|  | 8 Sète                                                  | 0                | 0                |                                             |            |            |              |                    |              |              |  |  |        |        |
|  | 8 Sète                                                  | 0                | 0                | 1 Tours                                     | 3          | 3          |              |                    |              |              |  |  |        |        |
|  |                                                         |                  |                  |                                             | 3          | 3          |              |                    |              |              |  |  |        |        |
|  |                                                         | 4 Ajaccio        | 2                | 0                                           |            |            |              |                    |              |              |  |  |        |        |
|  | 4 Ajaccio                                               | 4 Ajaccio        | 2                | 0                                           | 3          | 0          | 3            |                    |              |              |  |  |        |        |
|  | 4 Ajaccio                                               |                  |                  |                                             | 3          | 0          | 3            | 5 mai 2018 à Paris |              |              |  |  |        |        |
|  | 5 Poitiers                                              | 2                | 3                | 2                                           |            |            |              |                    |              |              |  |  |        |        |
|  | 5 Poitiers                                              | 2                | 3                | 2                                           | 1 Tours    | 3          |              |                    |              |              |  |  |        |        |
|  |                                                         |                  |                  |                                             | 1 Tours    | 3          |              |                    |              |              |  |  |        |        |
|  |                                                         |                  |                  |                                             |            | 2 Chaumont | 1            |                    |              |              |  |  |        |        |
|  | 2 Chaumont                                              | 2                | 3                | 3                                           |            | 2 Chaumont | 1            |                    |              |              |  |  |        |        |
|  | 2 Chaumont                                              | 2                | 3                | 3                                           |            |            |              |                    |              |              |  |  |        |        |
|  | 7 Tourcoing                                             | 3                | 2                | 0                                           |            |            |              |                    |              |              |  |  |        |        |
|  | 7 Tourcoing                                             | 3                | 2                | 0                                           | 2 Chaumont | 3          | 3            |                    |              |              |  |  |        |        |
|  |                                                         |                  |                  |                                             | 2 Chaumont | 3          | 3            |                    |              |              |  |  |        |        |
|  |                                                         | 3 Paris          | 2                | 1                                           |            |            |              |                    |              |              |  |  |        |        |
|  | 3 Paris                                                 | 3 Paris          | 2                | 1                                           | 3          | 1          | 3            |                    |              |              |  |  |        |        |
|  | 3 Paris                                                 |                  |                  |                                             |            | 1          | 3            |                    |              |              |  |  |        |        |
|  | 6 Montpellier                                           | 2                | 3                | 2                                           |            |            |              |                    |              |              |  |  |        |        |

### Classement final
| #  | Équipe           | S. régulière | Ph. finale  |
| 1  | Tours            | 1er          | Champion    |
| 2  | Chaumont T       | 2e           | Finaliste   |
| 3  | Paris            | 3e           | Demi finale |
| 4  | Ajaccio          | 4e           | Demi finale |
| 5  | Poitiers         | 5e           | Quart de f. |
| 6  | Montpellier      | 6e           | Quart de f. |
| 7  | Tourcoing C      | 7e           | Quart de f. |
| 8  | Sète             | 8e           | Quart de f. |
| 9  | Nice Volley-Ball | 9e           | -           |
| 10 | Nantes Rezé      | 10e          | -           |
| 11 | Rennes Volley 35 | 11e          | Finale LBM  |
| 12 | Toulouse         | 12e          | -           |

Ligue des champions 2018-2019
- Qualifié (Champion)
- Qualifié pour le tour préliminaire (Finaliste)

Coupe de la CEV 2018-2019
- Qualifié (3e et vainqueur de la coupe)

Challenge Cup 2018-2019
- Qualifié (4e)

Relégation en Ligue BM 2018-2019
- Relégué

Abréviations
- T : Tenant du titre 2018
- C : Vainqueur de la Coupe de France 2017-2018
- P : Promu de Ligue BM 2017-2018